# Cantonul Douai-Nord-Est
Cantonul Douai-Nord-Est este un canton din arondismentul Douai, departamentul Nord, regiunea Nord-Pas-de-Calais, Franța.

## Comune
- Auby
- Dowaai (parțial, reședință)
- Flers-en-Escrebieux
- Râches
- Raimbeaucourt
- Roost-Warendin